# Пижани
Пижани (пол. Pyrzany, нім. Pyrehne) — село в Польщі, у гміні Вітниця Гожовського повіту Любуського воєводства.
Населення — 290 осіб (2011).
У 1975-1998 роках село належало до Гожовського воєводства.

## Демографія
Демографічна структура станом на 31 березня 2011 року:
|          | Загалом | Допрацездатний вік | Працездатний вік | Постпрацездатний вік |
| -------- | ------- | ------------------ | ---------------- | -------------------- |
| Чоловіки | 138     | 26                 | 103              | 9                    |
| Жінки    | 152     | 32                 | 93               | 27                   |
| Разом    | 290     | 58                 | 196              | 36                   |